# آفتاب هدایت
آفتاب هدایت یک مجموعهٔ تلویزیونی ایرانی به کارگردانی «سعید مترصد» است که طی سال‌های ۱۳۷۴-۱۳۷۳ تهیه و از شبکه ۳ سیمای جمهوری اسلامی ایران  پخش گردید.

## خلاصه داستان
هر قسمت از این مجموعه تلویزیونی به زندگی یکی از مشاهیر اسلامی می‌پردازد، از جمله میرزای شیرازی، ملا هادی سبزواری، آخوند خراسانی، کمیل و غیره.

## بازیگران و عوامل تولید

### بازیگران
- محمد جوزانی
- محمد الهی
- بابک والی[۲]
- اصغر باردوش
- غلامرضا بایزان‌منش

### عوامل تولید
- کارگردان: سعید مترصد
- فیلمنامه: قدرت‌الله پدیدار
- تصویربرداران: فرهاد سبکبار، رضا ایران‌نژاد، محمد اقتصاد
- تدوین: مجید فخرایی‌نژاد
- طراح چهره‌پردازی: محسن ملکی[۳]
- تهیه‌کننده: رامین عباسی‌زاده
- محصول: سیمای برون‌مرزی و شبکه ۳ سیمای جمهوری اسلامی ایران
- سال تولید و پخش: ۱۳۷۴-۱۳۷۳